# Koichi Tanaka
Koichi Tanaka (田中 耕一 Tanaka Kōichi) (Toyama, 3 augustus 1959) is een Japans scheikundige en Nobelprijswinnaar. In 2002 won hij samen met Kurt Wüthrich en John Fenn de Nobelprijs voor de Scheikunde voor hun ontwikkeling van massaspectrometrie-analyses voor identificatie en structuuranalyse van biologische macromoleculen.

## Biografie
Tanaka groeide op in Toyama. In 1983 studeerde hij af aan de Universiteit van Tohoku met een bachelor in techniek. Hij studeerde hierna niet verder, en is daarmee tot op heden de enige winnaar van een Nobelprijs voor de Scheikunde zonder titel hoger dan bachelor. Na zijn studie ging hij werken bij Shimadzu Corporation, waar hij zich bezighield met de ontwikkeling van massaspectrometers.
Voor spectrometrische analyse van macromoleculen (bijvoorbeeld een proteïne), moet het analyt worden geïoniseerd en verdampt door laser-bestraling. Het probleem hierbij is doorgaans dat directe bestraling met een intese laserpuls ervoor zorgt dat het analyt zijn structuur verliest. Tanaka ontdekte in februari 1985 dat dit voorkomen kon worden door een zeer fijn metaalpoeder in glycerol te gebruiken als matrix. Na patent te hebben genomen op deze methode, maakte hij zijn ontdekking bekend op de jaarlijkse conferentie van de Mass Spectrometry Society van Japan, gehouden in mei 1987 in Kioto.
Er was kritiek op het feit dat Tanaka de Nobelprijs won voor zijn ontdekking. Zo beweerden critici dat de bijdragen van twee Duitse wetenschappers, Franz Hillenkamp en Michael Karas, ook significant genoeg was voor het winnen van de prijs. Zij ontwikkelden ook in 1985 een soortgelijke methode met een kleine organische verbinding als matrix.